# Kunkur
Kunkur (ros. Кункур) – wieś w Rosji, w Kraju Zabajkalskim, w Agińskim Okręgu Buriackim, w rejonie agińskim. W 2010 liczyła 1052 mieszkańców.